# تقويم مباريات الفيفا الدولية
| التاريخ                  | المباريات أو البطولات                                    |
| ------------------------ | -------------------------------------------------------- |
| 8-16 نوفمبر 2021         | 2                                                        |
| 9 يناير - 6 فبراير 2022  | كأس الأمم الأفريقية 2021                                 |
| 24 يناير - 1 فبراير 2022 | 2 (AFC، CAF، كونميبول، OFC)                              |
| 24 يناير - 2 فبراير 2022 | 3 (كونكاكاف)                                             |
| 21–29 مارس 2022          | 2 (AFC، CAF، كونميبول، OFC، الاتحاد الأوروبي لكرة القدم) |
| 21-30 مارس 2022          | 3 (كونكاكاف)                                             |
| 30 مايو - 14 يونيو 2022  | 4                                                        |
| 19-27 سبتمبر 2022        | 2                                                        |

تقويم مباريات فيفا الدولية (يُختصر أحيانًا باسم تقويم فيفا) هو اتفاق مخطط بين الاتحاد الدولي لكرة القدم والاتحادات القارية الستة لكرة القدم ورابطة الأندية الأوروبية وفيفبرو، والتي تحدد التواريخ التي يمكن استخدامها للمباريات «الرسمية» والمباريات دولية وكذا الوديات.
التواريخ الحالية ضمن خمس نوافذ: أوائل الربيع (مارس)، أواخر الربيع (مايو أو يونيو)، أواخر الصيف (أغسطس أو سبتمبر)، الخريف (أكتوبر ونوفمبر). يحدد تقويم المباريات أيضًا متى يمكن إقامة البطولات الدولية مثل كأس آسيا، كأس الأمم الأفريقية، كوبا أمريكا، كأس الكونكاكاف الذهبية، كأس أوقيانوسيا للأمم، بطولة أمم أوروبا، وكأس العالم.
للمباريات الرسمية فترة إصدار أربعة أيام، مما يعني أن اللاعبين قد يستغرقون ما يصل إلى أربعة أيام بعيدًا عن واجبات النادي للمشاركة في واجبات المنتخب الوطني. إذا شارك لاعب في مباراة رسمية في قارة مختلفة عن قارة ناديه، فإن فترة الإصدار هي خمسة أيام. تعتبر المباريات الودية أقل أهمية وفترة الإصدار 48 ساعة.
يصر الفيفا على أن المباريات الرسمية والودية لها الأسبقية على المباريات المحلية. ومع ذلك، فإنهم يذكرون أن المباريات الودية الدولية التي تجري خارج التواريخ المحددة لا تفعل ذلك.

## نزاع رابطة الأندية الأوروبية
اتحاد الأندية الأوروبية، وهو اتحاد لنخبة أندية كرة القدم الأوروبية، غير راضٍ عن نقص التعويضات الممنوحة للأندية من قبل الاتحادات الدولية.
في كأس العالم لكرة القدم 2010، صُرفت 40 مليونًا جنيهًا إسترلينيًا للأندية كتعويض. اقترح مقال من الديلي تلغراف في فبراير 2012 أن رابطة الأندية الأوروبية تريد الرقم ستة أضعاف. تحدثت الأندية الأوروبية عن عدم الموافقة على اتفاقية 2014 وما بعدها من تقويم فيفا حتى يتم حل المشكلة. وقال رئيس اتحاد الأندية الأوروبية، الألماني كارل هاينز رومينيجه، «للأسف، فشلت المناقشات مع رئيس فيفا في التوصل إلى نتيجة مرضية تأخذ في الاعتبار مطالب الأندية.»  في مارس 2012، أصدر الفيفا بيانًا صحفيًا يوضح أن رومينيجه قد تمت دعوته إلى القمّة لكنه فشل في الحضور.

## تقويم المباريات الدولية للسيدات
لدى فيفا أيضًا تقويم للمباريات الدولية للسيدات لتحديد موعد إقامة المباريات الدولية للسيدات. يحتوي على 6 نوافذ سنوية، على عكس تقويم الرجال الذي يحتوي على 5 نوافذ فقط. تم تعيينها حاليًا في أواخر الشتاء (فبراير أو مارس) ومنتصف الربيع (أبريل) ومنتصف الصيف (يونيو أو يوليو) وأواخر الصيف (سبتمبر) والخريف (أكتوبر ونوفمبر).
| التاريخ                   | نوع المباريات (البطولة)          | عدد المباريات   |
| ------------------------- | -------------------------------- | --------------- |
| من 13 إلى 21 سبتمبر 2021  | النوع I                          | 2               |
| 13-25 سبتمبر 2021         | النوع الثالث                     | 4               |
| 18-26 أكتوبر 2021         | النوع I                          | 2               |
| 22-30 نوفمبر 2021         | النوع I                          | 2               |
| 22 نوفمبر - 1 ديسمبر 2021 | النوع I                          | 3               |
| 17 يناير - 20 فبراير 2022 | الفترة المحظورة                  | الفترة المحظورة |
| 14-23 فبراير 2022         | النوع الثاني                     | 3               |
| 4-12 أبريل 2022           | النوع I                          | 2               |
| 20-28 يونيو 2022          | النوع I                          | 2               |
| 27 يونيو - 31 يوليو       | الفترة المحظورة                  | الفترة المحظورة |
| 6-31 يوليو                | كأس الأمم الأوروبية للسيدات 2022 | 3 أو 6          |
| 29 أغسطس - 6 سبتمبر 2022  | النوع I                          | 2               |
| 3-11 أكتوبر 2022          | النوع I                          | 2               |
| 7-15 نوفمبر 2022          | النوع I                          | 2               |